# クリンチ山
クリンチ山（クリンチさん、インドネシア語: Gunung Kerinci , 英語: Mount Kerinci）は、インドネシア・スマトラ島にある標高3805mの活火山である。ケリンチ山。

## 概説
西スマトラ州の州都パダンの南東約130km、ジャンビ州との境にそびえる。同島の脊梁をなすバリサーン山脈の中心で、イリアンジャヤ（ニューギニア島西部）を除く同国の最高峰でもある。安山岩質の成層火山で、山容は美しく、「神の永住地」とよばれる。別名インドラプラ（Indrapura）火山。
1838年以降十数回の噴火記録があり、近年では2009年に噴火、2011年にも火山活動が活発化した。2013年6月3日、4年ぶりに噴火し、山麓の村々は厚い火山灰に覆われた。
3200m付近が森林限界で、2000m付近には小さな火口湖がある。山麓一帯は土壌が肥沃で、コーヒー園や茶畑が開かれている。温泉があり、地熱発電が計画されたこともある。
周辺一帯はクリンチ・スブラット国立公園（id:Taman Nasional Kerinci Seblat）となっており、スマトラの熱帯雨林遺産として2004年に世界遺産に登録された。
ギャラリー
- クリンチ山の噴火口(1996年8月)